# NGC 2968
NGC 2968 is een spiraalvormig sterrenstelsel in het sterrenbeeld Leeuw. Het hemelobject werd op 7 december 1785 ontdekt door de Duits-Britse astronoom William Herschel.

## Synoniemen
- UGC 5190
- MCG 5-23-29
- ZWG 152.58
- KCPG 210B
- PGC 27800